# Perisoreus internigrans
Perisoreus internigrans é uma espécie de ave da família Campephagidae.
É endémica da China.
Os seus habitats naturais são: regiões subtropicais ou tropicais húmidas de alta altitude.
Está ameaçada por perda de habitat.